# Joseph C. Hendrix

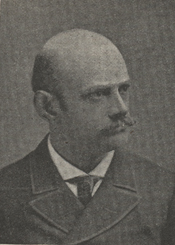
Joseph C. Hendrix

Joseph Clifford Hendrix (* 25. Mai 1853 in Fayette, Missouri; † 9. November 1904 in Brooklyn, New York) war ein US-amerikanischer Politiker. Zwischen 1893 und 1895 vertrat er den Bundesstaat New York im US-Repräsentantenhaus.

## Werdegang
Joseph Clifford Hendrix besuchte Privatschulen sowie zwischen 1870 und 1873 das Central College (heute Central Methodist University) in Fayette und die Cornell University in Ithaca (New York). Hendrix zog 1873 nach New York City, wo er für die New York Sun arbeitete. 1882 war er Mitglied im Bildungsausschuss von Brooklyn. Im folgenden Jahr kandidierte er erfolglos für das Amt des Bürgermeisters der damals noch eigenständigen Stadt Brooklyn. Er wurde dann 1884 zum Trustee der New York und Brooklyn Bridge ernannt. Im folgenden Jahr wählte man ihn zum Secretary im Board of Bridge Trustees. Präsident Grover Cleveland ernannte ihn 1886 zum Postmeister in Brooklyn, eine Stellung, die er bis zum 1. Juli 1890 innehatte. Während dieser Zeit hielt er mehrere andere Ämter: 1887 als Präsident im Bildungsausschuss von Brooklyn und zwischen 1889 und 1893 als Präsident des Kings County Trust Co. Danach war er zwischen 1893 und 1900 Präsident der National Union Bank von New York City. Politisch gehörte er der Demokratischen Partei an. Bei den Kongresswahlen des Jahres 1892 wurde er im dritten Wahlbezirk von New York in das US-Repräsentantenhaus in Washington, D.C. gewählt, wo er am 4. März 1893 die Nachfolge von William J. Coombs antrat. Da er auf eine erneute Kandidatur im Jahr 1894 verzichtete, schied er nach dem 3. März 1895 aus dem Kongress aus. Hendrix leitete im Jahr 1900 als Präsident die National Bank of Commerce. Dann war er als Trustee der Brooklyn Institute of Arts and Sciences tätig sowie der Cornell University. Er verstarb am 9. November 1904 in Brooklyn und wurde dann auf dem Green-Wood Cemetery beigesetzt.